# Delmar Roos
Delmar G. Roos detto Barney (New York, 1888 – Filadelfia, 13 febbraio 1960) è stato un ingegnere statunitense.
Fu attivo nell'ambito dell'industria automobilistica e direttore dell'ingegneria alla Studebaker dal 1926 al 1936, dove si occupò principalmente di motori a otto cilindri in linea.
Successivamente lavorò per il gruppo britannico Rootes nella progettazione di Humber, Hillman e Sunbeam-Talbot. Durante la seconda guerra mondiale ritornò negli Stati Uniti d'America, e diede il suo importante contributo alla Willys per la progettazione della Jeep, esperienza che gli servì nella consulenza con la British Motor Corporation per la progettazione del giunto omocinetico previsto per la Mini.

## I suoi studi ed i primi anni della carriera
Roos nacque a New York, nel Bronx. Frequentò la Manual Trading High School (una “Scuola Superiore Professionale” dove si insegnano mestieri) a Brooklyn, per proseguire gli studi in ingegneria meccanica ed elettrica alla Cornell University. Si distinse anche come fotografo (una fotografia da lui scattata, che ritraeva un'unità dei vigili del fuoco costituita da un carro trainato da tre cavalli, fu comprata da varie testate giornalistiche e diffusa in tutto il mondo) ed atleta (vinse il campionato tra college e quello nazionale di scherma).
Dopo la laurea nel 1911 fu assunto alla General Electric e lavorò con Sanford Alexander Moss sulle turbine a vapore e sullo sviluppo di compressori centrifughi. Nel 1913 si trasferì alla Locomobile come assistente alla ricerca. Nel 1919 fu assistente di David Fergusson alla Pierce-Arrow e gli succedette come direttore dell'ingegneria nel 1921, per poi tornare alla Locomobile con lo stesso ruolo. Passò alla Marmon nel 1925 e succedette a Guy Henry come direttore dell'ingegneria alla Studebaker.

## La carriera in Studebaker
Entrò in Studebaker quando l'impianto produttivo di Detroit fu smantellato e trasferito a South Bend. Roos supervisionò lo spostamento del dipartimento dell'ingegneria e del personale nel nuovo edificio. In questa Casa automobilistica riprogettò il motore ed altri particolari della Standard Six e della Big Six, nella gamma offerta nel 1927.
Roos aveva una considerevole esperienza nei motori a otto cilindri, avendo progettato la Locomobile Junior Eight e la Marmon Little Eight. Nessuna delle due auto era straordinaria, ma le svariate sperimentazioni fornirono solide basi per i motori ad 8 cilindri in linea della Studebaker, che esordirono con la President, lanciata nel gennaio 1928.